# 刘瑜 (金朝)
刘瑜，棣州（今山东省惠民县）人，金朝政治人物。

## 生平
刘瑜家里非常贫困，母亲去世无力安葬，于是将其子抵押以供给丧事。金章宗明昌年间，金朝朝廷下诏赐给他粟帛，免终身赋役。